# Selina-Maria Edbauer
Selina-Maria Edbauer, művésznevén Salena (Leoben, 1998. március 11. – ) osztrák énekes és zeneszerző. Teyával közösen ők képviselték Ausztriát a 2023-as Eurovíziós Dalfesztiválon, Liverpoolban, a Who the Hell Is Edgar? című dalukkal, ahol a tizenötödik helyen végeztek.

## Magánélete
Selina-Maria Edbauer 1998-ban született Stájerországban.

## Pályafutása
2017-ben részt vett a The Voice of Germany hetedik évadjában, ahol a párbajkörökig jutott. A műsorban Samu Haber volt a mestere. 2018-ban Behind the Waterfall című dalával szerette volna képviselni Ausztriát az Eurovíziós Dalfesztiválon, azonban az ORF nem őt választotta ki. 2021-ben a Starmania című osztrák tehetségkutató műsorba jelentkezett, ahol a legjobb 32 énekesig jutott.
2023. január 31-én az ORF bejelentette, hogy Teyával, akivel a Starmania castingján ismerkedett meg, ők képviselhetik Ausztriát az Eurovíziós Dalfesztiválon. A dalukat egy zeneszerzői táborban írták Csehországban, és 2023. március 8-án mutatták be.

## Diszkográfia

### Kislemezek
- 2023 – Who the Hell Is Edgar? (Teyával közösen)
- 2023 – Bye Bye Bye (Teyával közösen)
- 2023 – Ho Ho Ho (Teyával közösen)